# Маикон
Маикон Доуглас Сисенандо (порт. Maicon Douglas Sisenando; Ново Амбурго, 26. јул 1981) познатији као Маикон је бразилски фудбалер. Играо је за репрезентацију Бразила, а тренутно наступа за бразилску Крисиуму. Пре је наступао за Крузеиро, Монако, Интер (где је остварио највеће успехе), Манчестер сити, Рому и Аваи. За бразилску репрезентацију је наступао од 2003. до 2014. године. Маикон игра на позицији десног бека.

## Трофеји

### Клупски
Крузеиро
- Првенство Бразила (1) : 2003.
- Куп Бразила (1) : 2003.

Интер
- Првенство Италије (4) : 2006/07, 2007/08, 2008/09, 2009/10.
- Куп Италије (2) : 2009/10, 2010/11.
- Суперкуп Италије (3) : 2006, 2008, 2010.
- Лига шампиона (1) : 2009/10.
- Светско првенство за клубове (1) : 2010.
- УЕФА суперкуп : финале 2010.

### Репрезентативни
Бразил
- Копа Америка (2) : 2004, 2007.
- Куп конфедерација (2) : 2005, 2009.